# Katrin Stuflesser
Katrin Stuflesser (* 2. Juni 1973 in Graz) ist eine österreichische Schauspielerin und Sängerin.

## Leben
Stuflesser verbrachte ihre Kindheit und Jugend in Bozen (Italien) und zog anschließend nach Wien, wo sie zunächst von 1992 bis 1996 eine klassische Gesangsausbildung bei Kammersängerin Hilde Rössel-Majdan erhielt. Danach absolvierte sie ein Schauspielstudium am Max Reinhardt Seminar, das sie 2001 abschloss.
Katrin Stuflesser spielte zahlreiche Haupt- und Nebenrollen an renommierten Theaterhäusern wie dem Burgtheater, Akademietheater (Wien), KosmosTheater, Theater in der Josefstadt und den Vereinigten Bühnen Bozen. Zu ihren Bühnenpartnern zählten Gerti Drassl, Maresa Hörbiger, Matthias Lühn, Stefan Matousch, Hanno Pöschl und Katharina Zapatka. Sie arbeitete unter der Regie von Achim Benning, Carsten Bodinus, Hans Escher, Nina C. Gabriel, Wolfgang Hübsch, Erich Innerebner, Anna Maria Krassnigg, Roman Kummer, Jan Neumann, Dora Schneider und anderen. Außerdem erhielt sie verschiedene Filmrollen.
Seit 2017 tritt Stuflesser als Sängerin und Schauspielerin mit der Gitarristin Johanna Beisteiner im Rahmen von musikalisch-literarischen Veranstaltungen auf.
Darüber hinaus ist sie als Sprechtrainerin sowie Atem- und Stimmpädagogin tätig.

## Rollenauswahl
- 1999: Erna Wahl in Das weite Land von Arthur Schnitzler, Burgtheater Wien, Regie Achim Benning.
- 2003: Evelyn in Das Maß der Dinge von Neil LaBute,  Stadttheater Bozen, Regie Carsten Bodinus.
- 2003: Olga Sternberg in In der Löwengrube von Felix Mitterer, Stadttheater Bozen, Regie Erich Innerebner.
- 2003: Monika Stettler in Die Physiker von Friedrich Dürrenmatt, Stadttheater Bozen, Regie Hans Escher.
- 2003: Aglaja in Der Idiot von Fjodor Dostojevski, Theatre National de Luxembourg, Regie Anna Maria Krassnigg.[3]
- 2003: Sonia in Drei Mal Leben von Yasmina Reza, Stadttheater Bruneck, Regie Carsten Bodinus.
- 2004: Karina in Mein Bulgarien von Nina C. Gabriel. Produktion des Theatervereins Balkanrose im Kabelwerk, Wien.[4]
- 2005: Charis in Amphitryon von Heinrich von Kleist, Theater in der Josefstadt.[5]
- 2005: Mary Wilson in Adas Erbe von Wilhelm Hengstler, Hörspiel produziert von ORF und WDR.[6]
- 2005: Marthe in Die Katze im Sack von Georges Feydeau, Landestheater Niederösterreich, Regie Roman Kummer.[7]
- 2006: Die Tochter in Am Ziel von Thomas Bernhard, Landestheater Niederösterreich, Regie Wolfgang Hübsch.[8][9]
- 2007: Arsinoé in Der Menschenfeind von Molière, Landestheater Niederösterreich, Regie Dora Schneider.[10]
- 2009: Julika Stöhr in Aussetzer von Lutz Hübner, Carambolage Kleinkunsttheater Bozen, Regie Helga Walcher.[11]
- 2014: Sabine in Herzschritt von Jan Neumann, KosmosTheater (Wien).[12][13][14]